# Андерсен, Сверре
Све́рре А́ндерсен (норв. Sverre Andersen; 9 октября 1936, Ставангер, Ругаланн — 1 ноября 2016, Ставангер, Ругаланн) — норвежский футболист и футбольный тренер, играл на позиции вратаря.

## Биография

### Клубная карьера
Андерсен дебютировал за «Викинг» в 1952 году, на тот момент ему было 16 лет. Со временем он стал основным вратарём «Викинга» и играл за эту команду в течение последующих 19 сезонов. Андерсен выиграл с «Викингом» чемпионский титул в 1958 году и два Кубка Норвегии в 1953 и 1959 годах.
Всего за «тёмно-синих» Андерсен сыграл в Элитсерии 262 матча и в 1971 году завершил карьеру игрока.

### Карьера в сборной
За сборную Норвегии дебютировал 26 августа 1956 года в товарищеском матче со сборной Финляндии; тот матч закончился со счётом 1:1. Всего за сборную Норвегии сыграл 41 матч.

### Тренерская карьера
Работал в клубе «Викинг» на нескольких должностях, в том числе главным тренером, тренером вратарей и молодёжного состава. В 1979 году стал почётным членом клуба «Викинг».

### Смерть
Скончался 1 ноября 2016 года в больнице города Ставангере в возрасте 80 лет.